# 장 르누아르

가브리엘 르나르와 함께 있는 어린 르누아르. (피에르 오그스트 르누아르의 그림)

장 르누아르(Jean Renoir, 1894년 9월 15일 ~ 1979년 2월 12일)는 프랑스의 영화 감독, 배우, 프로듀서, 저자이다. 영화 감독과 배우로서 그는 무성 영화 시대부터 1960년대 말에 이르기까지 40개 이상의 영화를 만들었다. 그의 《위대한 환상》 (1937년), 《게임의 규칙》 (1939년)은 최고의 영화 가운데 하나로 언급된다. 저자로서 그는 그의 아버지, 화가 피에르 오귀스트 르누아르의 일대기 Renoir, My Father (1962년)을 써냈다. 그는 2002년 평론가를 대상으로 하여 사이트 앤 사운드 지에서 선정한 가장 위대한 감독 목록에서 4위에 올랐다. 그는 1975년, 아카데미 공로상을 수상하였으며, 작가로 평가받은 최초의 영화 감독 중 한 명이다.

## 생애 및 평가

### 어린 시절 및 경력
르누아르는 프랑스 파리의 몽마르트르 구에서 태어났다. 그는 유명한 화가였던 아버지 피에르 오귀스트 르누아르와 알린 샤리고 사이의 아들로 태어났다. 그의 형은 연극 및 영화 배우였던 피에르 르누아르이고, 또한 그의 동생인 클로드 르누아르는 잠시 동안 영화 산업에 종사하며 그의 영화 작업을 도왔다. 그의 조카인 클로드 르누아르는 그의 여러 편의 영화에서 촬영을 담당하였다.
르누아르는 주로 어머니의 친척이자 유모였던 가브리엘 르나르에게 길러졌다. 장 르누아르가 태어난 지 얼마 지나지 않아, 르나르는 르누아르 가족과 함께 살기 위해 찾아왔다. 그녀는 어린 르누아르에게 기뇰 인형극을 소개해 주었다. 기뇰은 훗날 그의 영화 세계에 영향을 주게 된다. 르나르는 새롭게 발명된 영화에 큰 관심을 가지고 있었고, 르누아르가 어릴 때부터 그를 자주 영화관에 데리고 갔다.
어린 시절, 르누아르는 가족과 함께 남부 프랑스로 이주했다. 아버지 르누아르는 장과 다른 가족들을 자주 그림의 소재로 이용하였다. 그의 아버지의 경제적 성공에 따라 르누아르는 신식 기숙 학교에서 교육받았다. 하지만 그는 학교에서 자주 도망쳤다고 훗날 고백한 바 있다. 또한 그는 어렸을 적부터 그림과 문학에 재능을 보였다.
그는 대학 입학자격을 취득하고 제1차 세계대전에 종군하여 기병대로 입대하였으나, 다리에 총을 맞은 뒤 정찰대에서 복무하게 된다. 이 다리의 상처로 인해 그는 평생 다리를 절게 된다. 그는 D. W. 그리피스나 찰리 채플린 등의 영화를 보면서 회복기를 갖는다. 전쟁이 끝난 후, 르누아르는 아버지의 권유에 따라 도자기를 만들게 되지만, 얼마 지나지 않아 영화에 관심을 가지게 된다. 그는 특별히 에리히 폰 슈트로하임의 작품에 영감을 받았다.
1924년 영화계로 들어가 《물의 딸》을 감독하였다. 그의 초기 무성영화들은 그의 첫 번째 부인이던 카트린 에슬랭과 함께했다. 에슬링은 또한 르누아르의 아버지의 마지막 모델이기도 했다. 작품은 수익을 올리지는 못하였다. 이로 인해 르누아르는 상속받은 아버지의 그림들을 점점 팔아야만 했다.

### 1930년대의 국제적 성공
1930년대에 르누아르는 영화 제작자로서 큰 성공을 거두었다. 1931년, 그는 자신의 첫 번째 유성 영화인 암캐를 감독한다. 다음 해, 그는 중산층 책 상인과 그의 가족들이 부랑자를 그들 나름대로 도우려 하다 비극적 결말을 맞는다는 내용의 "익사에서 구조된 부뒤"를 감독한다.
30년대 중반, 르누아르는 인민 전선과 연대했다. 랑주 씨의 범죄와 같은 그의 작품들은 운동의 정치관을 반영한다.
1937년, 그는 장 가뱅과 에리히 폰 슈트로하임을 캐스팅하여 그의 가장 잘 알려진 작품 중 하나인 《위대한 환상》을 제작했다. 인류 동포주의를 바탕으로 하여 제1차 세계대전의 프랑스 전쟁포로들의 탈출 시도들을 다룬 이 영화는 막대한 성공을 거두었다. 이 영화는 독일에서 금지되었지만 훗날 이탈리아 베니스 영화제에서는 "최고의 예술적 앙상블" 상을 수상한다. 이 영화는 아카데미 작품상에 처음으로 노미네이트된 외국어 영화이다.
1938년, 그는 시몬 시몽, 장 가뱅을 캐스팅하여 에밀 졸라의 소설을 원작으로 한 인간 짐승을 감독했다. 이 역시 영화적 성공을 거두었다.
1939년, 르누아르는 현대 프랑스 사회에 대한 풍자극인 게임의 규칙을 감독했다. 그는 또한 극중 중요한 역인 옥타브 역할을 맡기도 했다. 영화는 상업적으로 크게 실패했고, 개봉 첫날, 파리 관객들에게 조소를 받았다. 르누아르는 많은 분량을 재편집했지만 역시 흥행에 성공하지 못했다.
제2차 세계대전이 발발한 지 몇 주 뒤, 게임의 규칙은 프랑스 정부에 의해 금지되었다. 금지는 1940년에 잠시 풀렸으나, 6월에 프랑스가 패배하자 다시 금지령이 내려졌다. 그 후 게임의 규칙의 오리지널 네거티브는 연합국의 폭격에 의해 파괴되었다. 이 영화의 팬이던 장 가보리와 자크 뒤랑, 그리고 감독 장 르누아르에 의해 50년대에 영화는 복원되기 시작했고, 1960년대에는 재상영과 재평가 작업이 시작되어 게임의 규칙은 오늘날 영화 평론가들이 꼽은 역사상 최고의 영화 리스트의 상위권에 자주 올라온다.
1939년 7월, 게임의 규칙의 상영 1주일 후, 그는 카를 코흐와 디도 프레르와 함께 토스카의 영화 버전을 위한 각본 작업을 위해 로마로 떠났다. 45세 때 그는 프랑스군 중위에 임명되었다. 그는 다시 로마로 보내져, 이탈리아 국립영화연구소에서 영화를 가르쳤으며, 토스카의 작업에 다시 착수했다. 프랑스 정부에서는 이러한 문화적 교류가 아직 전쟁에 참전하지 않았던 이탈리아와의 우호적 관계를 유지해나가는 데 도움이 되기를 희망했다. 그는 1939년 8월, 프랑스군에 입대하기 위해 프로젝트를 포기하고 프랑스로 돌아갔다.

### 할리우드에서의 활동
1940년 5월, 독일이 프랑스를 점령하자, 르누아르는 디도 프레르와 함께 미국으로 도망쳤다. 할리우드에서 그는 자신과 맞는 프로젝트를 찾는 데 어려움을 겪었다. 그가 미국에서 첫 번째로 찍은 영화인 늪지의 물은 데이나 앤드루스와 월터 브레넌을 주연으로 하였다. 그는 1943년 프랑스에서 모린 오하라와 찰스 로턴을 주연으로 해 반나치 영화인 이 땅은 나의 것을 찍었다. 1945년 텍사스의 소작인들을 주제로 해 그가 찍은 남부인은 최고의 미국 영화 중 한 편으로 거론된다. 르누아르는 이 작품으로 아카데미 감독상에 노미네이트된다.
하녀의 일기는 옥타브 미르보의 작품을 원작으로 하여 폴레트 고다드와 버지스 메러디스를 캐스팅하였다. 1947년 조앤 베넷과 로버트 라이언을 주연으로 하여 찍은 작품인 해변의 여인은 캘리포니아에서의 첫 상영에서 부정적인 평가를 받고 많은 분량이 재촬영되고 재편집되었다. 이 두 작품 모두 부정적인 평가를 받았으며, 이 작품들을 마지막으로 르누아르는 미국에서 영화를 찍지 않았다. 이 시기에, 르누아르는 미국에 귀화했다.

### 할리우드 이후의 경력
1949년, 르누아르는 그의 첫 번째 컬러 영화인 강을 찍기 위해 인도를 여행했다. 이 작품은 루머 고든의 소설을 원작으로 하여 인간과 자연 간의 관계에 대한 명상, 식민지 인도의 세 소녀의 성인식에 대한 영화이다. 이 영화는 1951년 베니스 영화제에서 국제상을 수상했다.
유럽으로 돌아온 르누아르는 연극, 정치, 상업에 대한 컬러 뮤지컬 영화 삼부작을 감독했다. 각각 안나 마냐니와 함께한 1953년의 황금 마차, 장 가뱅과 마리아 펠릭스와 함께한 1954년의 프렌치 캉캉, 잉그리드 버그먼과 장 마레와 함께한 1956년의 엘레나와 남자들이다. 동시에 르누아르는 클리포드 오데츠의 연극, 빅 나이프를 제작했다. 그는 또한 자신의 연극인 오르베를 써 파리에서 레슬리 카론과 함께 상연했다.
르누아르는 텔레비전 생방송으로 향상된 기술을 이용하여 그의 다음 영화를 찍었다. 폴 뫼리스와 카트린 루벨을 캐스팅한 풀밭의 피크닉은 카뉴쉬르메르에 있는 그의 아버지 피에르 오귀스트 르누아르의 땅에서 촬영되었다. 장 루이 바로를 캐스팅한 코르들리에 박사의 유언은 파리와 그 근교에서 촬영되었다.
장 피에르 카셀과 클로드 브라쇠르를 캐스팅한 1962년의 탈주한 하사는 나치 노동수용소에 억류된 프랑스 전쟁 포로의 이야기를 다루고 있다. 이 영화는 자유와 정서적, 경제적 안정에 대한 인간의 두 욕구를 탐구하고 있다.
1962년 그가 쓴 르누아르, 나의 아버지는 그와 그의 작품에 아버지가 준 막대한 영향에 대해 쓴 책이다. 영화를 위한 투자를 끌어모으기가 점점 힘들어져 가자, 르누아르는 수익을 위한 각본을 쓰기 시작하였다. 1966년, 그는 소설을 출간하기도 했다.

### 말년
르누아르의 마지막 영화는 장 르누아르의 소극장이다. 이 영화는 다양한 양식의 네 단편을 모아놓은 영화로, 그의 가장 도전적이고, 전위적이며, 자유로운 영화로 평가된다,
영화를 찍을 자금을 모으는 것이 힘들어지고, 건강 악화로 인해 고통받자, 르누아르는 베벌리 힐스에 있는 그의 집에서 친구들을 맞이하고, 소설과 회고록을 쓰며 말년을 보냈다.
1973년, 르누아르는 그의 연극, 카롤라를 레슬리 카론과 멜 페러와 함께 제작했다. 르누아르의 건강 악화로 인해 그의 친구이자 남부인에 출연했던 배우인 노먼 로이드가 연출을 맡았다. 이 연극은 1973년, 텔레비전으로도 송출되었다.
1974년, 르누아르의 회고록인 나의 인생과 나의 영화가 출간되었다. 그는 그의 유모이자 친척이던 가브리엘 르나르의 영향을 이 책에서 진술했다.
1975년, 르누아르는 현대 영화 산업에 대한 기여로 아카데미 공로상을 수상했다. 같은 해, 르누아르의 회고전이 런더의 국립극장에서 열렸다. 또한 1975년, 프랑스 정부는 르누아르에게 레지옹 도뇌르 훈장을 수여했다.
르누아르는 1979년 2월 12일, 심장 마비로 캘리포니아 베벌리 힐스에서 세상을 떠났다. 그의 시신은 프랑스로 보내져 오브 주 에소예에 있는 그의 가족 묘지에 묻혔다.

### 업적 및 평가
르누아르의 죽음에 대해, 동료 감독이자 친구였던 오슨 웰스는 로스앤젤레스 타임스에 "장 르누아르, 가장 위대한 감독"이라는 제목의 글을 기고했다. 르누아르는 사티야지트 레이, 에릭 로메르, 루키노 비스콘티, 장 마리 스트로브와 다니엘 위예, 피터 보그다노비치, 프랑수아 트뤼포, 로버트 올트먼, 에롤 모리스, 마틴 스코세이지, 마이크 리와 같은 많은 감독들에게 영향을 주었다.
장 르누아르는 할리우드 명예의 거리에 이름이 올라 있다. 르누아르가 만든 도자기는 피에르 오귀스트 르누아르의 후원자이자 수집가였던 앨버트 반스의 컬렉션에 모여 있다. 르누아르의 도자기 작품들은 필라델피아 반스 파운데이션에 전시되어 있다.
르누아르의 아들인 알랭 르누아르는 캘리포니아 대학교 버클리에서 영어와 비교문학 교수가 되었으며, 중세 영어 학자로 유명하다.
그는 프랑스 영화의 개척자로서 후세에 커다란 영향을 주었으며, 그의 작품은 선천적인 조형감각과 위대한 인간주의로 일관했다고 평가된다.

## 작품

### 감독
- 1959년 - 코르들리에 박사의 유언 (The Testament Of Doctor Cordelier / Le Testament Du Docteur Cordelier)
- 1954년 - 프렌치 캉캉 (Only the French Can / French Cancan)
- 1953년 - 황금 마차 (The Golden Coach / Le Carrosse d'or)
- 1951년 - 강 (The River)
- 1947년 - 해변의 여인 (The Woman On The Beach)
- 1946년 - 하녀의 일기 (The Diary Of A Chambermaid)
- 1945년 - 남부인 (The Southerner)
- 1943년 - 이 땅은 나의 것 (This Land Is Mine)
- 1941년 - 늪지의 물 (Swamp Water)
- 1939년 - 게임의 규칙 (La Regle Du Jeu)
- 1938년 - 야수인간 (The Human Beast / La Bete Humaine)
- 1937년 - 위대한 환상 (La Grande Illusion)
- 1936년 - 랑쥬씨의 범죄 (The Crime of Monsieur Lange / Le Crime de Monsieur Lange)
- 1936년 - 지하세계 (Les Bas-fonds)
- 1935년 - 토니 (Toni)
- 1932년 - 익사에서 구조된 부뒤 (Boudu Saved from Drowning / Boudu Sauve des Eaux)
- 1931년 - 암캐 (The Bitch / La Chienne)
- 1926년 - 나나 (Nana)

### 출연
- 1966년 - 우리의 후견인 장 르느와르 (Jean Renoir, The Boss / Jean Renoir, Le Patron)
- 1959년 - 코르들리에 박사의 유언 (The Testament Of Doctor Cordelier / Le Testament Du Docteur Cordelier)
- 1939년 - 게임의 규칙